# 辛祖
阿歷辛度·費拉拿·李安納度（Alessandro Ferreira Leonardo，通稱“辛祖”Sandro；1987年3月10日—），生於巴西里約諾沃，巴西裔香港足球運動員，司職前鋒，現時效力里約熱內盧州聯賽球會馬杜雷拉。

## 早年生活
辛祖生於巴西的小城市里約諾沃，3歲開始接觸足球，在中學校隊的出色表現被球探看中，有幸可以加入由巴西名宿薛高所創辦的薛高足球學校，後來更被選入該校在里約熱內盧的附屬球會CFZ里約熱內盧，成為職業球員，並在區內決賽對保地花高時頂入一球，協助球隊以5–3勝出。但基於球隊內部競爭激烈，導致辛祖的上陣機會不多，更被外借到巴西北部的中游球隊。

## 球會生涯

### 來港發展
直至2008年7月，辛祖曾獲一隊巴西二線球隊招手，但他考慮了一段時間後還是接受了中介經理的建議，由前公民球員路蘭的推薦下加盟當時甲組足球隊公民。
加盟後，辛祖在9月6日首次代表公民上陣，更在上半場32分鐘為球隊先開紀錄，助球隊逼和對手南華1–1。
9月15日，辛祖在加盟後第二場賽事就大演帽子戲法，助球隊大勝屯門普高4–1。
不過辛祖在11月30日作客南華的高級組銀牌八強在下半場44分鐘單刀被對方門將何國泉推跌，卻被判插水判罰黃牌，其後南華快速突擊，由麥士維在門前混戰下施射，惟皮球未過白界就被球證誤判為入球，辛祖因和球證理論再次吃下黃牌，令他取得在港作賽以來，首面紅牌兩黃一紅被逐離場。
2011年夏天，辛祖轉投標準流浪，並成為球隊首席射手。
直至2012年夏天，辛祖加盟太陽飛馬，至12月尾與球隊解約，離隊轉會元朗。
2014年8月，辛祖加盟新升班球會黃大仙，成為球隊的核心球員外更獲委任為隊長，最終當季協助黃大仙獲得港超聯第8名成功留級，縱使辛祖於季尾獲黃大仙提出續約，不過來季來港滿七年將轉為本地球員的他選擇離隊。
2014年10月，辛祖與東方總監梁守志洽談在2015/16球季加盟，並簽下臨時合約，除了大幅增加其薪酬，更為他及其家人提供住所和機票，而辛祖在2年約滿後有權續約1年，不過辛祖在2015/16球季的球員註冊期拒絕與東方簽約，反而選擇加盟另一支傳統班霸傑志，並已簽訂正式合約註冊香港足總。辛祖表明經過向律師查詢後指與東方簽下的臨時合約，沒有法律約束力，所以倘未生效。
2015年10月15日，東方入稟高等法院，要求法庭頒布禁制令禁制辛祖為其他球隊出賽，直至2018年球季結束為止，及要求他賠償違約損失。不過法官質疑東方足球隊為何不在本球季開始前興訟，並參考藝人周星馳名下經理人公司申請臨時禁制令阻止女藝人黃聖依為其他人工作的失敗案例，最終在同月23日駁回東方的申請。
加盟傑志後，辛祖卻迎來其足球生涯的高峰。
2015年11月21日，在傑志作客黃大仙的聯賽盃分組賽，因門將王振鵬被逐，加上已用盡換人名額，辛祖被迫客串守門員位置，期間更兩度救出對方球員的笠射及射門，協助傑志保住勝果。
2016/17球季，辛祖當選聯賽4月及5月最佳球員。季尾，他在港超聯冠軍戰中大演帽子戲法協助，協助賽前落後榜首東方龍獅一分的傑志以4–1勝出，重奪港超聯冠軍及2018年亞冠盃分組賽資格。
辛祖成為繼基奧雲尼及佐迪後，近年第三位成功在香港連所有本地賽、亞洲賽及國際賽在內取得第100球的球員。
球季結束後，辛祖繼2011至12球季效力標準流浪後，以21個聯賽入球再次成為神射手，更以8次助攻與梁子駿並列聯賽助攻王。其後再在香港足球明星選舉首次入選的最佳十一人。
2017年6月1日，辛祖與傑志完約後曾優先考慮與球會續約，但卻遲遲未有成果，同時接到許多來自本地及外地的聘書，但最後因大批球迷熱情地挽留，加上希望出戰亞冠盃分組賽，幾經考慮後終決定與傑志續約一年。

### 前往印尼
在2018年7月30日，辛祖與印尼甲組聯賽球會望加錫簽約半年，成為卓卓和林學曦後，第3名加盟印尼頂級聯賽的香港球員。8月5日，辛祖在54分鐘後備入替昔日在標準流浪時的隊友安杜，首度為望加錫上陣，結果望加錫以2–2賽和佩西路沙雷。

### 重返香港
2019年2月，港超聯球會和富大埔簽入辛祖，以加強兵力出戰下半季賽事。2019年5月4日，和富大埔作客富力R&F在燕子崗體育場上演榜首大戰，和富大埔半場落後富力R&F一球，及後憑著辛祖於比賽尾段連入兩球，上演大逆轉，2比1反勝富力R&F，以17戰得38分的戰績提早一輪奪得2018–19球季聯賽的冠軍寶座，亦歷史上球會及區隊首次奪得香港超級聯賽冠軍。
2020年1月1日，港超聯球會東方龍獅宣佈引入前鋒辛祖。辛祖即協助東方龍獅奪得該屆香港足總盃冠軍。

### 前往中國內地
2022年3月2日，中甲球會廣西平果哈嘹宣佈引入前鋒辛祖。

## 代表隊生涯
2015年2月13日，辛祖在香港居住滿7年故此準備放棄巴西國籍及申請加入香港籍，於2015年10月16日辦妥入籍手續正式獲發「加入中國國籍證書」能夠申請香港特區護照及加入香港足球代表隊，在10月23日正式獲得香港特區護照，並具備了代表香港代表隊參加國際比賽的資格。2015年11月7日，首次代表香港的辛祖於香港以5–0大勝緬甸的國際友誼賽，下半場後備上陣，更於66分鐘取得了首個國際賽入球。
2017年5月29日，香港足球代表隊主場友賽約旦及亞洲盃外圍賽最後一圈對北韓的決選名單，原先在初選名單的辛祖，由於與所屬球會傑志的球員合約在5月底便屆滿，在6月的國際賽期已屬自由身，為尋求新合約需避免受傷，放棄代表香港隊比賽的機會，雖然一旦在國際賽期間受傷，仍可獲國際足協或香港足總的保險支付補償金額，但之後養傷期間的薪金即不會有任何補償，故香港代表隊主教練金判坤亦表示完全尊重辛祖的選擇。在5月30日晚上，辛祖於其社交網頁撰文解釋他未能代表香港隊出戰的原因，表示參加香港隊比賽須承擔很大風險無奈之下，放棄比賽機會，並對暫未能為香港出戰感傷心及對是次決定致歉。
2017年9月5日，辛祖在作客馬來西亞國家隊的亞洲盃外圍賽先在53分鐘靠反擊為香港打開紀錄，雖然馬來西亞僅在3分鐘後便扳平1–1，幸好戰至補時階段尾段香港搏得12碼，惟辛祖的窒步式12碼射門被對方門將救出，左腳補射又柱邊出界，結果導致香港作客只能賽和馬來西亞1–1，痛失兩分，晉身決賽周機會很低，賽後不少球迷將矛頭直指辛祖。

## 球場以外
辛祖有4個家姐，父親與他同樣司職前鋒，雖然沒有踢過甚麼職業大球會，只踢業餘比賽。
除足球外，辛祖還喜歡打排球和乒乓球，於就讀小學時更是學校足球和排球隊主將。
由於其頭形，面形及身高，他經常被錯認為已故前NBA球星高比拜仁。他曾經在入球後應NBA全明星賽以投籃的動作慶祝。
2012年，辛祖的妻子為前巴西演員。

## 國際賽事紀錄
- 僅列出國際A級比賽

| 上陣次數 | 時間           | 地點                            | 對手       | 比數             | 賽事性質                 | 入球(累計) |
| -------- | -------------- | ------------------------------- | ---------- | ---------------- | ------------------------ | ---------- |
| 1        | 2015年11月7日  | 香港 旺角大球場                 | 緬甸       | 5–0              | 國際友誼賽               | 1 (1)      |
| 2        | 2015年11月12日 | 馬累 國家運動場                 | 馬爾地夫   | 1–0              | 2018年世界盃外圍賽       | 0 (1)      |
| 3        | 2015年11月17日 | 香港 旺角大球場                 | 中國       | 0–0              | 2018年世界盃外圍賽       | 0 (1)      |
| 4        | 2016年3月24日  | 多哈 賈西姆本哈馬德體育場       |            | 0–2              | 2018年世界盃外圍賽       | 0 (1)      |
| 5        | 2016年6月3日   | 緬甸 吉諦瑜杜烏拿體育場         | 越南       | 2–2 (十二碼 3–4) | AYA銀行盃2016            | 0 (1)      |
| 6        | 2016年6月5日   | 緬甸 吉諦瑜杜烏拿體育場         | 緬甸       | 0–3              | AYA銀行盃2016            | 0 (1)      |
| 7        | 2016年9月1日   | 香港 旺角大球場                 | 柬埔寨     | 4–2              | 國際友誼賽               | 1 (2)      |
| 8        | 2016年10月7日  | 柬埔寨 奧林匹克體育場           | 柬埔寨     | 2–0              | 國際友誼賽               | 0 (2)      |
| 9        | 2016年10月11日 | 香港 旺角大球場                 | 新加坡     | 2–0              | 國際友誼賽               | 0 (2)      |
| 10       | 2016年11月6日  | 香港 旺角大球場                 | 關島       | 3–2              | 2017年東亞盃外圍賽       | 1 (3)      |
| 11       | 2016年11月9日  | 香港 旺角大球場                 | 中華臺北   | 4–2              | 2017年東亞盃外圍賽       | 0 (3)      |
| 12       | 2016年11月12日 | 香港 旺角大球場                 |            | 0–1              | 2017年東亞盃外圍賽       | 0 (3)      |
| 13       | 2017年3月23日  | 約旦 安曼國際體育場             | 约旦       | 0–4              | 國際友誼賽               | 0 (3)      |
| 14       | 2017年3月28日  | 黎巴嫩 卡密拉夏蒙體育中心體育場 | 黎巴嫩     | 0–2              | 2019年亞洲盃外圍賽第三輪 | 0 (3)      |
| 15       | 2017年8月31日  | 新加坡 惹蘭勿剎體育場           | 新加坡     | 1–1              | 國際友誼賽               | 0 (3)      |
| 16       | 2017年9月5日   | 馬來西亞 漢惹拔體育場           | 马来西亚   | 1–0              | 2019年亞洲盃外圍賽第三輪 | 1 (4)      |
| 17       | 2017年10月5日  | 香港 旺角大球場                 |            | 4–0              | 國際友誼賽               | 1 (5)      |
| 18       | 2017年10月10日 | 香港 香港大球場                 | 马来西亚   | 2–0              | 2019年亞洲盃外圍賽第三輪 | 0 (5)      |
| 19       | 2017年11月9日  | 香港 旺角大球場                 | 巴林       | 0–2              | 國際友誼賽               | 0 (5)      |
| 20       | 2017年11月14日 | 香港 香港大球場                 | 黎巴嫩     | 0–1              | 2019年亞洲盃外圍賽第三輪 | 0 (5)      |
| 21       | 2018年10月11日 | 香港 旺角大球場                 | 泰國       | 0–1              | 國際友誼賽               | 0 (5)      |
| 22       | 2018年10月16日 | 印尼 格羅拉蓬卡諾運動場         | 印度尼西亞 | 1–1              | 國際友誼賽               | 0 (5)      |
| 23       | 2018年11月11日 | 臺灣 臺北田徑場                 | 中華臺北   | 2–1              | 東亞足球錦標賽第二圈     | 0 (5)      |
| 24       | 2018年11月13日 | 臺灣 臺北田徑場                 |            | 0–0              | 東亞足球錦標賽第二圈     | 0 (5)      |
| 25       | 2018年11月16日 | 臺灣 臺北田徑場                 | 蒙古国     | 1-5              | 東亞足球錦標賽第二圈     | 2 (7)      |
| 26       | 2019年9月5日   | 柬埔寨 奧林匹克體育場           | 柬埔寨     | 1–1              | 2022年世界盃亞洲區外圍賽 | 0 (7)      |
| 27       | 2019年10月11日 | 伊拉克 巴士拉體育城             | 伊拉克     | 0–2              | 2022年世界盃亞洲區外圍賽 | 0 (7)      |
| 28       | 2019年11月14日 | 香港 香港大球場                 | 巴林       | 0–0              | 2022年世界盃亞洲區外圍賽 | 0 (7)      |
| 29       | 2019年12月14日 | 南韓 釜山亞運會主競技場         | 日本       | 0–5              | 2019年東亞足球錦標賽     | 0 (7)      |

## 榮譽
公民
- 香港高級組銀牌冠軍（2010–11季度）

傑志
- 香港聯賽盃冠軍（2015–16季度）
- 香港高級組銀牌冠軍（2016–17季度）
- 香港足總盃冠軍（2016–17、2017–18季度）
- 香港菁英盃冠軍（2017–18季度）
- 香港超級聯賽冠軍（2016–17、2017–18季度）
- 香港社區盃冠軍（2017年）

和富大埔
- 香港超級聯賽冠軍（2018–19季度）

東方龍獅
- 香港菁英盃冠軍（2020–21季度）

個人
- 香港甲組足球聯賽神射手（2011–12季度）
- 香港超級聯賽神射手（2016–17季度）
- 香港足球明星選舉 最佳十一人（2016–17季度）
- 香港超級聯賽 4月最有價值球員（2016–17季度）
- 香港超級聯賽 5月最有價值球員（2016–17季度）

## 外部連結
- 香港足球總會網頁球員註冊資料 （页面存档备份，存于）